# Paraconotrochus antarctica
Espèce
Statut CITES
Paraconotrochus antarctica est une espèce de coraux appartenant à la famille des Caryophylliidae.